# اندیز (حوزه سرشماری)، نیویورک
اندیز (به انگلیسی: Andes) یک منطقهٔ مسکونی در ایالات متحده آمریکا است که در شهرستان دلاویر، نیویورک واقع شده‌است. اندیز ۳٫۰۹ کیلومتر مربع مساحت و ۲۵۲ نفر جمعیت دارد و ۴۸۷٫۰۸ متر بالاتر از سطح دریا واقع شده‌است.